# Važa Margvelašvili
Važa Margvelašvili (* 3. října 1993 Kareli, Gruzie) je gruzínský zápasník–judista.

## Sportovní kariéra
Pochází z obce Berdzenauli nedaleko Kareli, kde začínal se zápasením v 9 letech. Připravuje se v Gori pod vedením Giorgiho Gugavy. V gruzínské seniorské reprezentaci se pohybuje od roku 2013. V roce 2016 šel s výkonnostní prudce nahoru a kvalifikoval se na olympijské hry v Riu. V úvodním kole se utkal se Slovincem Adrianem Gombocem, který ho zaskočil po minutě boje technikou ippon-seoi-nage na ippon.
Važa Margvelašvili je levoruký judista s krásnými nožními (aši-waza) a bokovými (goši-waza) technikami. Jeho technika je ovlivněna tradiční gruzínskou školou zápasu čidaoba.

### Vítězství
- 2016 – 1× světový pohár (Tbilisi)
- 2017 – 1× světový pohár (Düsseldorf)

## Výsledky
| Olympijské hry     |     | —  |     |   |   | úč. |     |     |     |    |    |  |  |  |  |  |  |  |  |  |  |  |  |
| Mistrovství světa  | —   |    | —   | — | — |     | 3.  | úč. | úč. |    |    |  |  |  |  |  |  |  |  |  |  |  |  |
| Evropské hry       |     |    |     |   | — |     |     |     | 3.  |    |    |  |  |  |  |  |  |  |  |  |  |  |  |
| Mistrovství Evropy | —   | —  | —   | — | — | 1.  | úč. | úč. | 3.  | 5. | 2. |  |  |  |  |  |  |  |  |  |  |  |  |
| MS juniorů         | úč. |    | —   |   |   |     |     |     |     |    |    |  |  |  |  |  |  |  |  |  |  |  |  |
| ME juniorů         | úč. | 2. | úč. |   |   |     |     |     |     |    |    |  |  |  |  |  |  |  |  |  |  |  |  |